# Al Copley
Alman LeGrande Copley (Buffalo (New York), 1952) is een Amerikaanse bluespianist en oprichter van de band Roomful of Blues, samen met de gitarist Duke Robillard.

## Biografie
Ofschoon hij tijdens zijn jeugd enkele verhuizingen moest doorstaan, kreeg hij regelmatig pianoles. Gefascineerd door boogiewoogie formeerde hij in 1965 zin eerste band Ponce de Leon & the Young Ones. Drie jaar later formeerde hij Roomful of Blues. Naast de optredens met deze band studeerde hij aan de Berklee School of Music in Boston. 
Zijn stijl werd sterk beïnvloed door Big Joe Turner en omvat verscheidene richtingen zoals boogiewoogie, swing en barrelhouse. Zijn optredens worden gekenmerkt door energie en zijn liveoptredens herinneren aan de stijl van Jerry Lee Lewis.
In 1984 verliet hij de band om naar Europa te gaan, waar hij bij verschillende festivals optrad. Eind decennium begon hij met het uitbrengen van soloalbums. Na een korte hereniging met Roomful of Blues begon een samenwerking met de gitarist Jimmie Vaughan, met wie hij als voorband speelde voor Eric Clapton in de Royal Albert Hall. De vriendschap met Eric Clapton leidde ertoe, dat hij in 1997 met een eigen band als voorband werkte voor Clapton. Tijdens de gehele jaren 1990 bracht hij verdere soloalbums uit, maar werkte hij ook samen met Hal Singer en formeerde hij in 1999 de eigen band Al Copley's Prophet Motive.
Als pianist speelde hij voor Lou Rawls, The Fabulous Thunderbirds, Stevie Ray Vaughan, Ruth Brown, Jimmy Witherspoon, Snooks Eaglin, John Hammond jr., Big Mama Thornton, George 'Harmonica' Smith, Otis Rush, Big Walter Horton, Helen Humes, Benny Waters, Hal Singer, Arnett Cobb, Scott Hamilton, Big Jay McNeely, Roy 'Good Rockin' Brown en anderen en trad hij met hen op.

## Discografie

### Soloalbums
- 1986: A Handful of Keys, Off Beat Records
- 1988: Acoustic 88, Suffering Egos
- 1989: Automatic Overdrive, Black Top Records, originele uitgave, getiteld als Ooh-Wow!! (1987) Suffering Egos
- 1990: Rockabilly Pie, Suffering Egos
- 1991: Royal Blue, Al Copley & Hal Singer, Black Top Records
- 1994: Live at Montreux, One Mind Records
- 1995: Blue Paris Nights, One Mind Records
- 1995: Good Understanding, Al Copley & the Fabulous Thunderbirds, Bullseye Blues Records
- 2000: Rainy Summer, One Mind Records
- 2003: Jump On It, One Mind Records
- 2005: Radio Play, One Mind Records

### Met Roomful of Blues
- 1977: Roomful of Blues, MSI Music Distribution
- 1979: Let's Have a Party, Mango
- 1981: Hot Little Mama, Varrick
- 1984: Dressed Up to Get Messed Up, Varrick

- Bibliothèque nationale de France: cb141663561 (data)
- Gemeinsame Normdatei: 135195438
- International Standard Name Identifier: 0000 0003 7395 9733
- Library of Congress Control Number: no98008978
- MusicBrainz: 76757320-e7c3-4549-b66e-4d1a3702dc2d
- Virtual International Authority File: 14381579
- WorldCat: E39PBJtcB9g6GhtvDVBGKxpMfq